# Vașcău
Vașcău (in ungherese Vaskóh, in tedesco Eisenstein) è una città della Romania di 2 768 abitanti, ubicata nel distretto di Bihor, nella regione storica della Transilvania.
Oltre al capoluogo, fanno parte dell'area amministrata le località di Câmp, Câmp Moți, Colești, Vărzarii de Jos, Vărzarii de Sus.
Vașcău ha dato i natali a Marius Sala, linguista e vicepresidente dell'Accademia rumena.